# Ana R.
Ana R.（全名，1979年10月29日—），在美國德克薩斯州出生的香港模特兒，西韓混血兒。
Ana R.的父親是西班牙商人，母親是韓國人，她在2000年由美國來港發展，充當模特兒角色，也曾被香港雜誌當選十大名模之一。因此與陳嘉容、樂基兒、周汶錡、熊黛林、姚書軼、Lisa S.、阿曼達·斯特朗看齊。

## 個人生活
2013年12月6日，Ana R.與拍拖1年多的男友Bradley Garland結婚。2015年7月7日宣佈懷孕5個月，長女Maya在同年11月21日出生。2018年2月6日，在社交網站再次宣佈懷孕4個月，幼子Ryan在同年6月27日出生。

## 作品
- 2014年 3D冰封俠：重生之門